# Кудимкар
Куди́мкар (комі-перм. Кудимкар, рос. Кудымкар) - місто в Пермському краї Росії, адміністративний центр Кудимкарського району і Комі-Пермяцкого округу. Має статус міста крайового значення і міського округу.

## Географія
Розташований на обох берегах Іньви (притока Ками) і частково на лівобережжі її притоки Куви, у найбільш освоєный південній частині округу на автомагістралі Гайне - Менделєєве, за 201 км від Пермі.

## Історія
Центр майбутнього міста починаючи з VII століття займало Кудимкарське городище («Червона гірка»).
В письмових джерелах Кудимкар вперше згаданий в 1579 році. В 1472 році Кудимкар разом з Великим князівством Пермським увійшов до складу Московського князівства. В XVII столітті Кудимкар перетворюється в центр краю.
В 1908 році в Кудимкарі проживало 1192 мешканця, він був резиденцією начальника 3-го стану Солікамського повіту Пермської губернії, у який входила територія сучасного Кудимкарського району та прилеглі частини Юсьвінського і Карагайського районів. Тут було 4-класне міське училище, земська жіноча школа, бібліотека-читальня, лікарня, пошта та ветеринарний пункт; млин з греблею на Куві, лісництво, суспільство споживачів, дитячий притулок, богадільня; проводилися 3 річні ярмарки, щотижневі торжки. В 1909 році відкрито поштово-телеграфне відділення.
В 1931 році село Кудимкар перетворено в селище міського типу. 10 липня 1938 року селище міського типу отримало статус міста .
Відкрито в 1927 році педагогічне училище (спочатку технікум), в 1929 році лісовий (спочатку відділення технікуму) і в 1930 році - сільськогосподарський технікуми, в 1930 році медичне училище (спочатку фельдшерсько-акушерська школа); засновані в 1926 році.
У повоєнний час в Кудимкарі відкритий ряд професійно-технічних училищ. В кінці 20-их - першій половині 1930-их років тут ґрунтуються невеликі підприємства по виробництву виробів і товарів для місцевого господарства і населення: чавунолітійне і ковальське, деревообробне і льонопереробне , шкіряно-взуттєве, цегляне, олійне, крахмало-патокове, кондитерське, маслобійне, винно-безалкогольне, борошномельне з елеватором та хлібозаводом в селищі Юркове на правобережжі Іньви на південь від основного ядра Кудимкару. У Кудимкарі в 1936 р створюється трест Коміпермліс, яким в 1937 році засновуються Центральні ремонтно-механічні майстерні, нині завод. В 1931 - 1994 рр. споруджується гравійна автодорога Менделєєве - Кудимкар, що дала вихід на залізничну магістраль.
До 1 грудня 2005 року Кудимкар був адміністративним центром суб'єкта РФ Комі-Пермяцкого автономного округу.

## Відомі особистості
В поселенні народився:
- Субботін-Перм'як Петро Іванович (1886—1923) — комі-перм'яцький художник-авангардист.